# Neurocase
Neurocase es una revista por suscripción  sobre medicina especializada en estudios de Neurocirugía, Neuropsicología y Neurología de la Conducta de adultos y niños. La publicación posee una base de datos de todos los pacientes analizados y de diversos estudios y artículos para referencia de los suscriptores. Neurocase es publicada bimestral por la Prensa de la Psicología Estadounidense; también posee acceso en línea a sus artículos para suscriptores.